# Tabebuia lepidophylla
Tabebuia lepidophylla là một loài thực vật có hoa trong họ Chùm ớt. Loài này được (A.Rich.) Greenm. ex Combs miêu tả khoa học đầu tiên năm 1896.